# Nikolai Nikolajewitsch Koslow

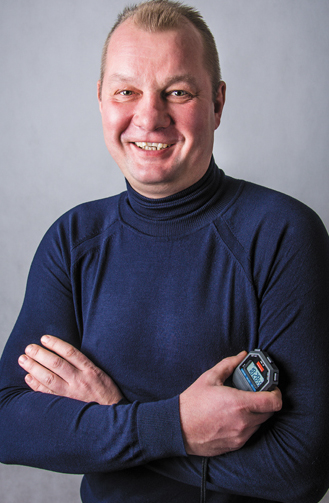
Nikolai Nikolajewitsch Koslow (2013)

Nikolai Nikolajewitsch Koslow (russisch Николай Николаевич Козлов; * 21. Juli 1972 in Schtscherbinka) ist ein ehemaliger russischer Wasserballspieler, der bei Olympischen Spielen eine Silbermedaille und zwei Bronzemedaillen gewann. Hinzu kamen zwei Bronzemedaillen bei Weltmeisterschaften und eine Bronzemedaille bei Europameisterschaften.

## Karriere
Der 1,92 m große Centerverteidiger spielte bei Spartak Wolgograd.
1991 trat er noch für die Sowjetunion bei der Europameisterschaft in Athen an. Die sowjetische Mannschaft verlor im Halbfinale gegen die Spanier und gewann das Spiel um Bronze gegen Italien. Im Jahr darauf spielte er bei den Olympischen Spielen 1992 für das Vereinte Team aus der GUS. Im Halbfinale unterlag die Mannschaft den Italienern mit 8:9, wobei Koslow in diesem Spiel zwei Tore erzielte. Das Spiel um den dritten Platz gewannen die Spieler des Vereinten Teams gegen die Mannschaft aus den Vereinigten Staaten.
Ab 1993 spielte Koslow in der russischen Nationalmannschaft. Bei der Weltmeisterschaft 1994 in Rom verloren die Russen gegen die Spanier, im Spiel um den dritten Platz bezwangen sie die Kroaten mit 14:13. Koslow, der insgesamt fünf Tore warf, traf im Spiel um Bronze zweimal. 1995 belegten die Russen den sechsten Platz bei der Europameisterschaft in Wien. Im Jahr darauf bei den Olympischen Spielen 1996 in Atlanta unterlagen die Russen im Viertelfinale den Italienern und erreichten in der Platzierungsrunde den fünften Platz. Koslow erzielte insgesamt zehn Treffer.
1998 erzielte Koslow bei der Weltmeisterschaft in Perth acht Treffer. Die russische Mannschaft belegte den sechsten Platz. 2000 bei den Olympischen Spielen in Sydney schlugen die Russen die Mannschaft Spaniens im Halbfinale mit 8:7. Das Finale gewannen die Ungarn mit 13:6, wobei Koslow zwei seiner fünf Turniertore im Finale warf.
2001 belegte Koslow mit der russischen Nationalmannschaft den fünften Platz bei den Europameisterschaften in Budapest. Bei den Weltmeisterschaften in Fukuoka unterlag die russische Mannschaft im Halbfinale mit 8:9 gegen Jugoslawien (Serbien und Montenegro). Das Spiel um den dritten Platz gewannen die Russen mit 7:6 gegen Italien. 2003 belegte die russische Mannschaft den vierten Platz bei den Europameisterschaften, nachdem sie im Halbfinale gegen Jugoslawien und im Spiel um Bronze gegen die Ungarn verloren hatten. Bei den Olympischen Spielen 2004 in Athen erreichten die Russen wie 2000 das Halbfinale und unterlagen mit 5:7 gegen Ungarn. Im Spiel um den dritten Platz siegten die Russen mit 6:5 über die Mannschaft des Gastgebers Griechenland.